# ویکی کریستینا بارسلونا
ویکی کریستینا بارسلونا (به انگلیسی: Vicky Cristina Barcelona) محصول سال ۲۰۰۸ یکی از آثار وودی آلن است. اسکارلت جوهانسون، پنلوپه کروز، خاویر باردم و ربکا هال ایفاکننده نقش های اصلی فیلم هستند. این فیلم در اسپانیا تهیه شده‌است.
فیلم درباره دو دختر آمریکایی است که برای تعطیلات به بارسلون می‌روند و در آنجا با یک نقاش اسپانیایی آشنا می‌شوند که برای آخر هفته با او به یکی از شهرهای اسپانیا می‌روند. پنه‌لوپه کروز در این فیلم موفق به دریافت جایزه اسکار بهترین بازیگر نقش مکمل زن شد.